# Campionat Europeu de Waterpolo de 2018
El XXXIII Campionat Europeu de Waterpolo se celebrarà a Barcelona el 2018 sota l'organització de la Lliga Europea de Natació (LEN) i la Federació Espanyola de Natació.